# Erhu
De erhu, ook bekend als nanhu en in westerse landen als "Chinese viool", is een tweesnarig strijkinstrument dat vaak als solo-instrument wordt gebruikt, en als instrument in kleine ensembles en grote orkesten. Het is het populairste instrument van de Huqin-instrumenten.

## Geschiedenis

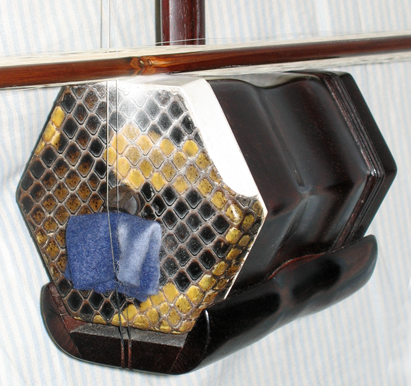
Erhu met liu jiao qin tong (6-zijdig lichaam)

De oorsprong van de erhu is terug te voeren naar instrumenten die meer dan 1000 jaar geleden in China werden geïntroduceerd. Aangenomen wordt dat het instrument is ontstaan uit de xiqin, die in Yue Shu (een encyclopedisch werk geschreven door de muziektheoreticus Chen Yang) wordt omschreven als een buitenlandse tweesnarige luit. De xiqin kwam vermoedelijk van de Xi, een volk uit Centraal-Azië, en zou in de 10e eeuw naar China zijn gebracht.
Het eerste Hanzi voor de naam van het instrument (二, èr, twee) komt vermoedelijk van het feit dat het instrument maar twee snaren heeft. Een andere verklaring is dat het teken is afgeleid van het feit dat het instrument het op een na hoogste huqin-instrument is in de gaohu in een modern Chinees orkest. Het tweede teken (胡, hú) geeft aan dat het instrument toebehoort aan de huqin-familie. (De naam "huqin" betekent letterlijk "barbaars instrument," wat aangeeft dat het instrument mogelijk zijn oorsprong vindt in regio’s ten noorden of westen van China.)
De Jinghu (京胡) is een variant op de erhu, die onder andere wordt gebruikt in Jing-opera.

## Constructie
De erhu bestaat uit een lange verticale stokachtige hals, met bovenaan twee stemschroeven, en onderaan een klein resonatorlichaam (klankkast), dat traditioneel wordt bekleed met pythonhuid aan de voorkant. Er zitten twee snaren tussen de klankkast en de stemschroeven. Tevens zit er rond de nek een kleine ring van touw om de snaren aan te spannen.
De erhu kan van verschillende soorten hardhout worden gemaakt. De meeste erhu’s worden aan de lopende band gemaakt in fabrieken. De drie voornaamste centra van erhu-productie zijn Peking, Shanghai en Suzhou. Deze fabrieken zijn meestal ontstaan uit het samengaan van voormalige kleinere werkplaatsen.
In 1988 voerde China een wet in voor de bescherming van bedreigde diersoorten, waardoor het gebruik van pythonhuid grotendeels verboden werd. Alleen onder bepaalde voorwaarden mag nog pythonhuid worden gebruikt, die worden gecontroleerd door China’s State Forestry Administration.
Sommige erhu’s zijn gemaakt van gerecyclede producten.

## Erhumuziek

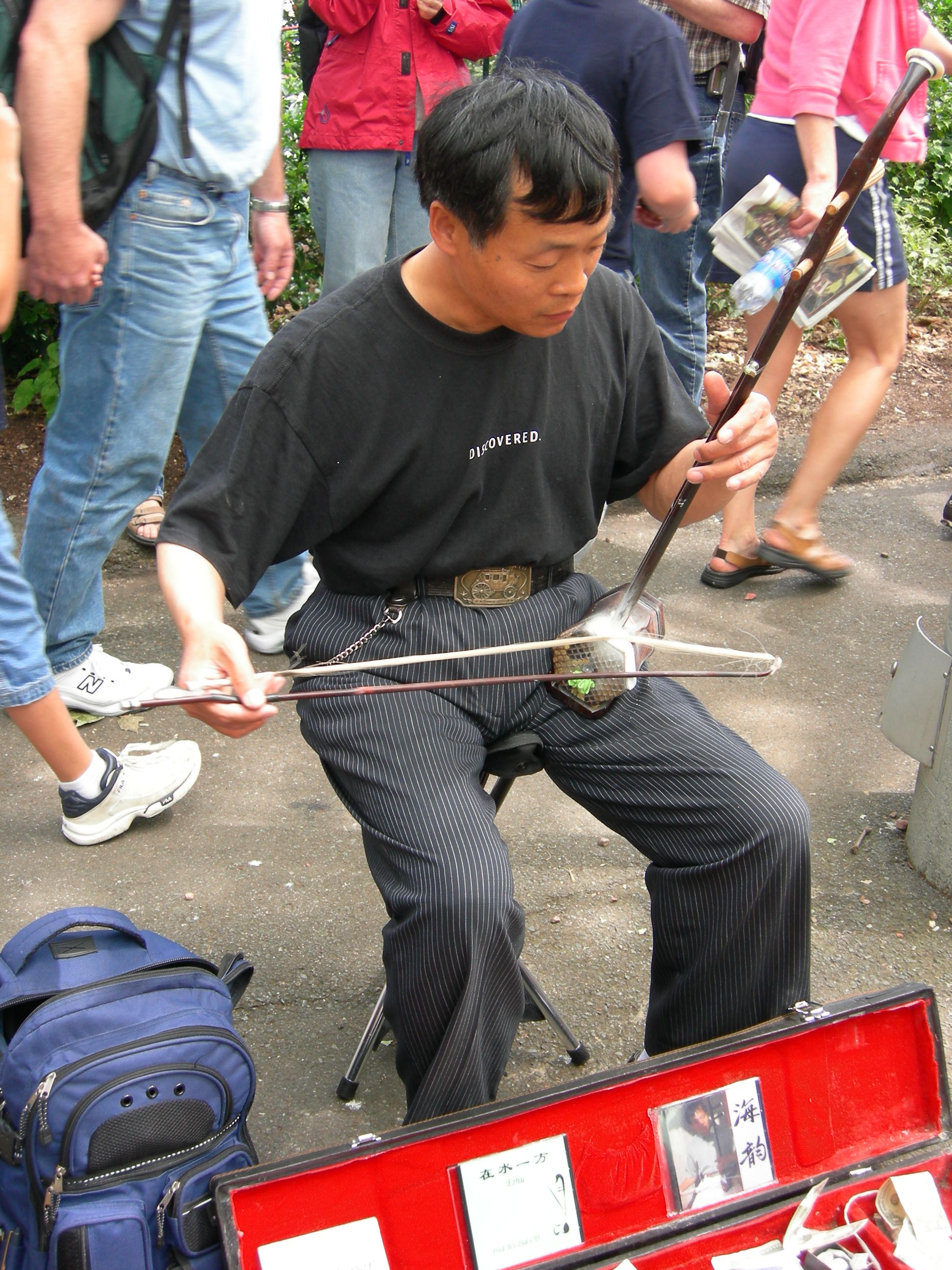
Fred Ji speelt op de erhu

Een bekende componist voor de erhu was Liu Tianhua (刘天华/劉天華; Liú Tiānhuá) (1895-1932), een Chinese muzikant die ook westerse muziek bestudeerde. Hij componeerde 47 symfonieën en 10 solostukken voor de erhu. Enkele van zijn werken zijn Yue Ye (月夜; Yuè yè, Maannacht) en Zhu ying Yao hong (烛影摇红; Zhú yǐng yáo hóng, Schaduwen van rode kaarsen).
Naast solostukken is de erhu ook een vast onderdeel in veel muziekensembles zoals de Jiangnan sizhu, Chinese opera ensembles, en moderne grote Chinese orkesten.
De erhu is ook gebruikt in de show O van het Cirque du Soleil. Zelfs enkele progressieve rockgroepen zoals The Hsu-nami hebben de erhu gebruikt in hun muziek.

## Video
- Filmpje op youtube van erhuspeler
- erhuspeelster Ma Xiaohui (vereenvoudigd Chinees: 马晓晖; traditioneel Chinees: 馬曉暉; pinyin: Mǎ Xiǎohuī)
- Filmpje op youtube van een erhu in een groot orkest